# Cristian Pavón
Cristian David Pavón (Córdova, 21 de janeiro de 1996) é um futebolista argentino que atua como ponta-direita. Atualmente joga no Grêmio.

Em 2016, a revista britânica FourFourTwo preparou uma lista com os dez jogadores argentinos e brasileiros mais promissores, Pavón apareceu na 1ª posição.

## Carreira

### Início
Nascido em Córdova, Pavón ingressou nas categorias de base do Talleres aos oito anos de idade. Fez sua estreia como profissional em 7 de dezembro de 2013, em jogo da Primera B Nacional contra o Villa San Carlos. Marcou seu primeiro gol no dia 3 de março de 2014, em um empate em 2–2 diante do Crucero del Norte.
Em julho de 2014, o Boca Juniors adquiriu o seu passe por cerca de 1,15 milhões de euros. Foi subsequentemente cedido ao Colón por empréstimo até o fim do ano. Estreou pelos Sabaleros em 9 de agosto, em um empate sem gols com o Instituto, pela Primera B Nacional. Marcou seu primeiro gol em 3 de setembro, na goleada por 4–1 sobre o Guaraní Antonio Franco. Ao final da temporada, o Colón conquistou o acesso como primeiro colocado de seu grupo.

### Boca Juniors
Pavón se integrou ao time do Boca Juniors em janeiro de 2015. Em sua estreia, em um amistoso de pré-temporada contra o River Plate em 24 de janeiro, deixou o campo aos 40 minutos do primeiro tempo após receber uma entrada de Leonel Vangioni; sofreu no lance uma fratura no quinto metatarso, e passou por dois meses de reabilitação. Fez seu retorno em 5 de abril, estreando em um jogo oficial diante do Huracán, pela Primera División. Duas rodadas depois, em 19 de abril, marcou pela primeira vez, em uma vitória por 3–1 sobre o Lanús. Em 3 de maio, abriu o placar da vitória por 2–0 no Superclásico. Pavón concluiu sua primeira temporada pelo Xeneize com os títulos da liga e da Copa Argentina.
Em 5 de maio de 2016, o atacante marcou pela primeira em uma partida da Copa Libertadores, fechando o placar da vitória por 3–1 sobre o Cerro Porteño, pelas oitavas de final do torneio. Catorze dias depois, marcou o gol de empate em 1–1 diante do Nacional, no jogo de volta das quartas de final, que igualou o placar agregado em 2–2; apesar de Pavón ter sido expulso por retirar a camisa na comemoração de seu gol e levar o segundo cartão amarelo na partida, o Boca Juniors conseguiu avançar com uma vitória por 4–3 na disputa por pênaltis.
A partir da temporada 2016–17, o atacante firmou-se como titular da equipe do Boca. Atuou em 30 partidas da campanha do título da Primera División, marcando nove gols e provendo nove assistências. Conquistou o bicampeonato na temporada 2017–18, atuando em 26 oportunidades, com seis gols marcados e onze assistências distribuídas.
Em 2 de maio de 2019, participou da conquista da Supercopa Argentina de 2018, convertendo a sua cobrança na vitória por 6–5 sobre o Rosario Central na disputa por pênaltis, após um empate sem gols no tempo regulamentar.

### Los Angeles Galaxy
Foi anunciado pelo Los Angeles Galaxy, da Major League Soccer, no dia 8 de agosto de 2019. O atacante chegou por empréstimo, no valor de 1,8 milhões de euros, com opção de compra pré-fixada. Pavón realizou sua estreia quatro dias depois, numa derrota por 2–1 para o D.C. United. Seu primeiro gol pelo Galaxy foi marcado no dia 25 de agosto, num empate em 3–3 contra o Los Angeles FC.

### Atlético Mineiro
Em 3 de julho de 2022, dois dias após o encerramento de seu contrato com o Boca Juniors, Pavón foi anunciado como jogador do Atlético Mineiro. O atacante estreou pelo Galo no dia 21 de julho, no empate de 1–1 contra o Cuiabá, em jogo válido pelo Campeonato Brasileiro. Marcou seu primeiro gol pelo clube no dia 7 de agosto, na derrota por 3–2 para o Athletico Paranaense, válida pelo Brasileirão.
Teve sua melhor atuação com a camisa do Atlético no dia 10 de maio de 2023, quando marcou um gol e deu uma assistência na goleada por 4–0 contra o Cuiabá, fora de casa, válida pelo Campeonato Brasileiro.

### Grêmio
No dia 16 de fevereiro de 2024, Pavón foi anunciado como o novo reforço do Grêmio. O argentino assinou por 3 temporadas com o clube gaúcho, ou seja até o final de 2026, o tricolor adquiriu 85% dos direitos do atacante, e o seu antigo clube, Atlético MG, ficou com 15%. O Grêmio pagou cerca de 19,8 milhões de reais pelo ponta, o que torna o torna a terceira maior contratação da história do imortal tricolor, ficando apenas atrás de Franco Cristaldo que custou cerca de 24 milhões de reais e Jaminton Campaz que custou 21 milhões. Logo no dia seguinte, fez a sua estreia pelo Grêmio, onde fez um gol e deu duas assistências contra o Santa Cruz pelo campeonato gaúcho.
Em 2024, Pavon foi importante na campanha do título gaúcho, com três gols e quatro assistências, mas pouco fez depois. O jogador sofreu com lesões e terminou a temporada alternando entre reserva e titular.

## Seleção Argentina

### Olimpíadas 2016
Fez parte do elenco da Seleção Argentina Sub-23 que disputou as Jogos Olímpicos de Verão de 2016, no Rio de Janeiro. No entanto, Pavón só foi convocado por conta do corte do meio-campista Manuel Lanzini.

### Copa do Mundo de 2018
No dia 21 de maio de 2018, esteve na lista de 23 convocados pelo treinador Jorge Sampaoli para a disputa da Copa do Mundo FIFA na Rússia. Pavón atuou em quatro partidas e não marcou gols, sendo titular apenas nas oitavas de final, na derrota por 4 a 3 contra a França.

## Estatísticas
Atualizadas até 11 de agosto de 2022
| Clube              | Temporada         | Liga  | Liga | Copa  | Copa | Continental | Continental | Outros | Outros | Total | Total |
| Clube              | Temporada         | Jogos | Gols | Jogos | Gols | Jogos       | Gols        | Jogos  | Gols   | Jogos | Gols  |
| ------------------ | ----------------- | ----- | ---- | ----- | ---- | ----------- | ----------- | ------ | ------ | ----- | ----- |
| Talleres           | 2013–14           | 19    | 4    | 1     | 0    | —           | —           | —      | —      | 20    | 4     |
| Colón              | 2014              | 20    | 5    | 1     | 0    | —           | —           | —      | —      | 21    | 5     |
| Boca Juniors       | 2015              | 6     | 2    | 1     | 0    | 2           | 0           | —      | —      | 9     | 2     |
| Boca Juniors       | 2016              | 3     | 0    | —     | —    | 7           | 2           | 0      | 0      | 10    | 2     |
| Boca Juniors       | 2016–17           | 30    | 9    | 4     | 3    | 1           | 2           | —      | —      | 35    | 14    |
| Boca Juniors       | 2017–18           | 26    | 6    | 3     | 0    | 6           | 1           | 1      | 0      | 36    | 7     |
| Boca Juniors       | 2018–19           | 14    | 4    | 3     | 0    | 12          | 2           | 8      | 1      | 37    | 7     |
| Boca Juniors       | 2020–21           | —     | —    | —     | —    | 5           | 0           | 4      | 0      | 9     | 0     |
| Boca Juniors       | 2021              | 25    | 4    | 4     | 0    | 2           | 0           | —      | —      | 31    | 4     |
| Boca Juniors       | 2022              | 0     | 0    | 0     | 0    | 0           | 0           | 0      | 0      | 0     | 0     |
| Boca Juniors       | Total             | 104   | 25   | 15    | 3    | 35          | 7           | 13     | 1      | 167   | 36    |
| Los Angeles Galaxy | 2019              | 13    | 4    | 0     | 0    | —           | —           | 0      | 0      | 13    | 4     |
| Los Angeles Galaxy | 2020              | 22    | 10   | —     | —    | —           | —           | —      | —      | 22    | 10    |
| Los Angeles Galaxy | Total             | 35    | 14   | 0     | 0    | —           | —           | 0      | 0      | 35    | 14    |
| Atlético Mineiro   | 2022              | 3     | 1    | —     | —    | —           | —           | —      | —      | 3     | 1     |
| Total na carreira  | Total na carreira | 181   | 49   | 17    | 3    | 35          | 7           | 13     | 1      | 246   | 60    |

1. ↑  Todos jogos de Copa Libertadores
2. ↑  Jogo de Supercopa Argentina
3. ↑  Sete jogos e um gol de Copa da Superliga Argentina, um jogo de Supercopa Argentina
4. ↑  Jogos de Copa da Liga Profissional

| Argentina | Argentina | Argentina |
| Ano       | Jogos     | Gols      |
| --------- | --------- | --------- |
| 2017      | 2         | 0         |
| 2018      | 9         | 0         |
| Total     | 11        | 0         |

## Títulos
Boca Juniors
- Primera División: 2015, 2016–17 e 2017–18
- Copa Argentina: 2014–15 e 2019–20
- Supercopa Argentina: 2018

Atlético Mineiro
- Campeonato Mineiro: 2023

Grêmio
- Campeonato Gaúcho: 2024
- Recopa Gaúcha: 2025